# Ponte Massimiliano Giuseppe
Il ponte Massimiliano Giuseppe (Max-Joseph-Brücke), è un ponte ad arco sul fiume Isar che unisce i quartieri Lehel e Bogenhausen di Monaco di Baviera. Deve il suo nome al re Massimiliano I Giuseppe di Baviera ed è noto anche con il suo nome d'origine, ponte di Bogenhausen, o anche come ponte Tivoli.

## Storia
Già nel 1804 sul posto si trovava un ponte di legno che fu distrutto da una inondazione. Nell'anno 1902 fu costruita l'odierna costruzione in pietra dall'architetto Theodor Fischer in stile Jugendstil. Il ponte non fu danneggiato durante la seconda guerra mondiale.

## Sculture
Sul ponte si trovano 4 rappresentazioni allegoriche degli elementi: aria, acqua, fuoco, terra.
Furono create dagli scultori: Heinrich Düll, Georg Pezold, Max Heilmaier e Eugen Mayer-Fassold.
Le statue vengono affiancate con rilievi di piante o animali.

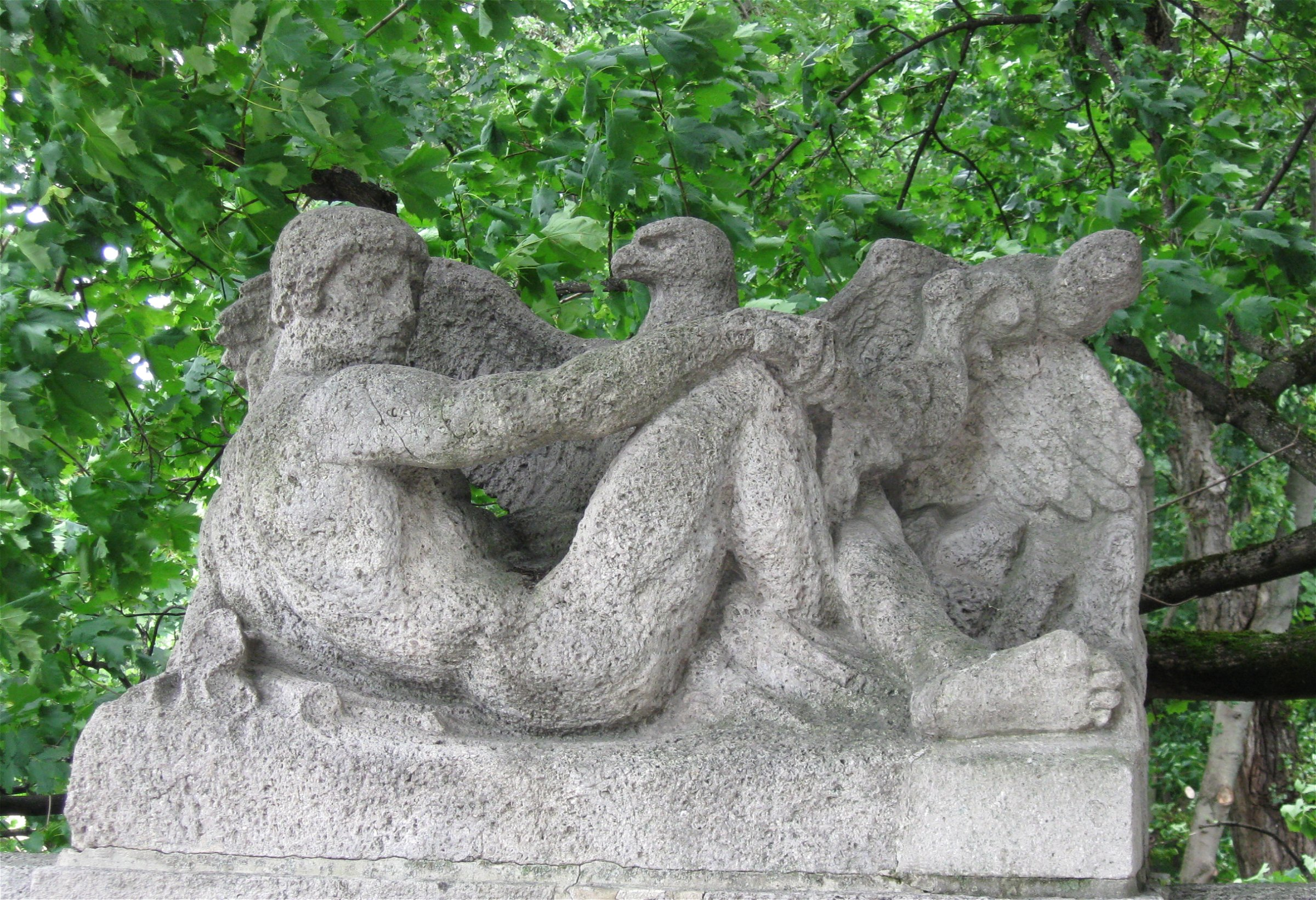
Aria
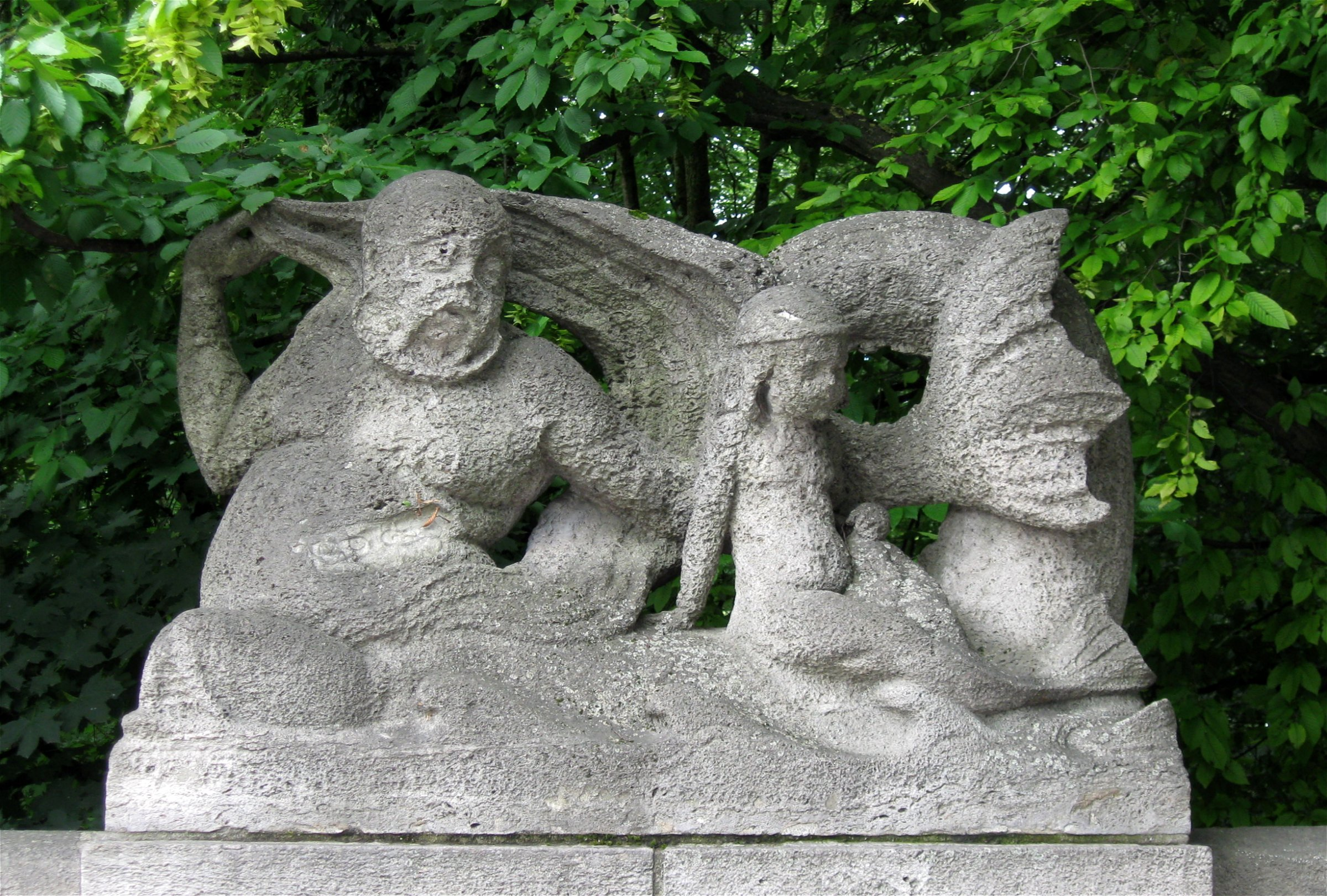
Acqua
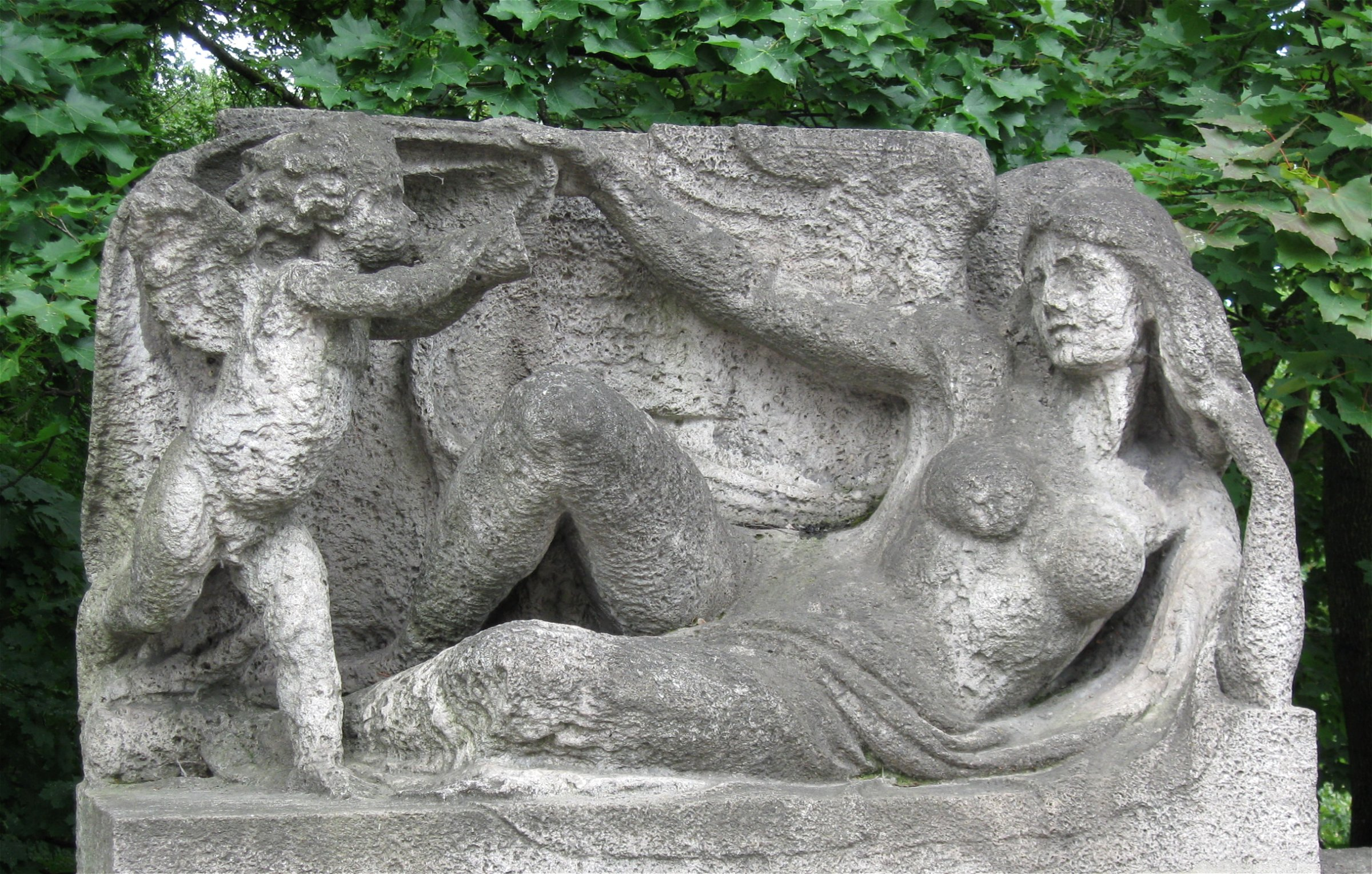
Fuoco
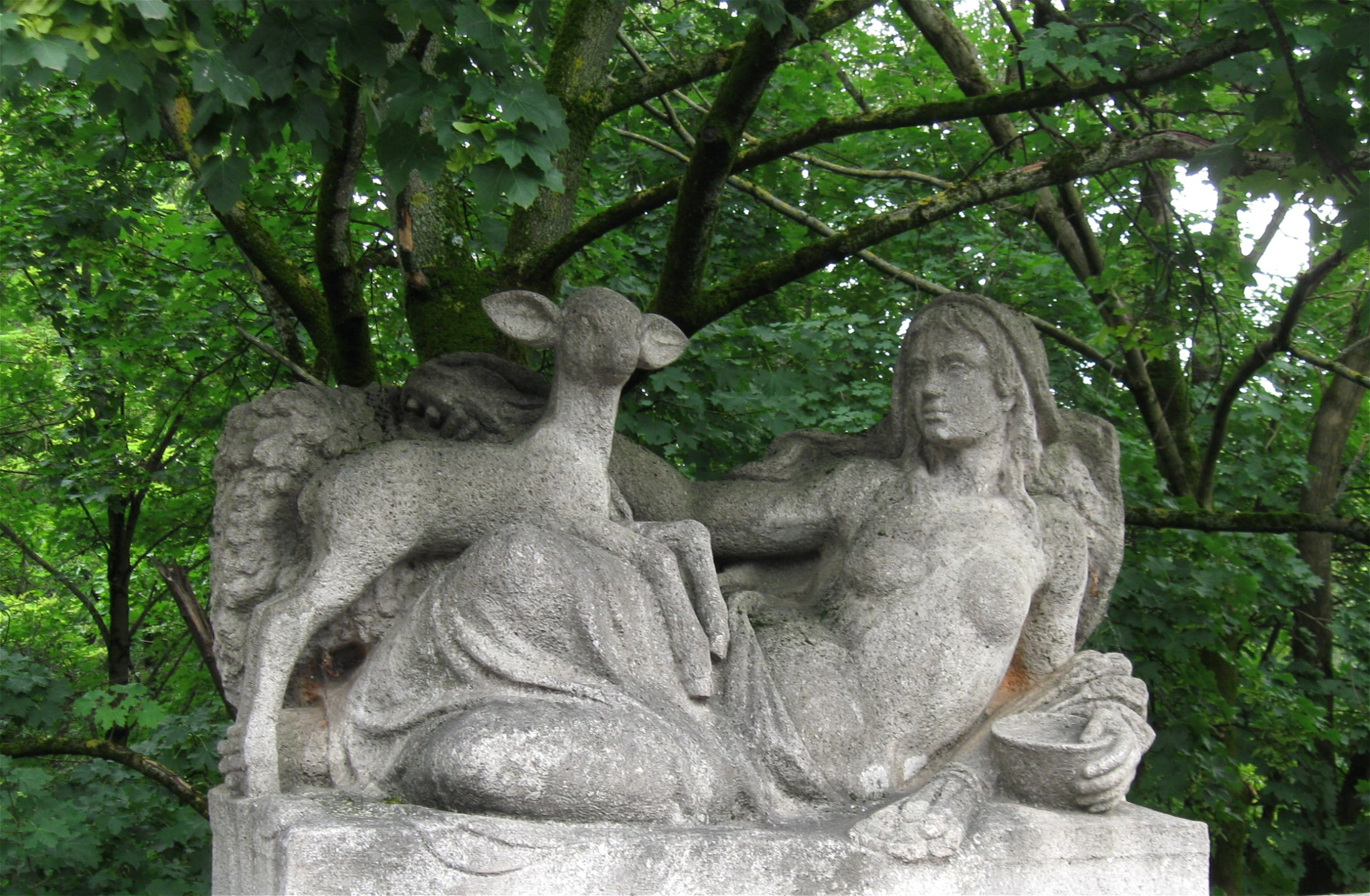
Terra
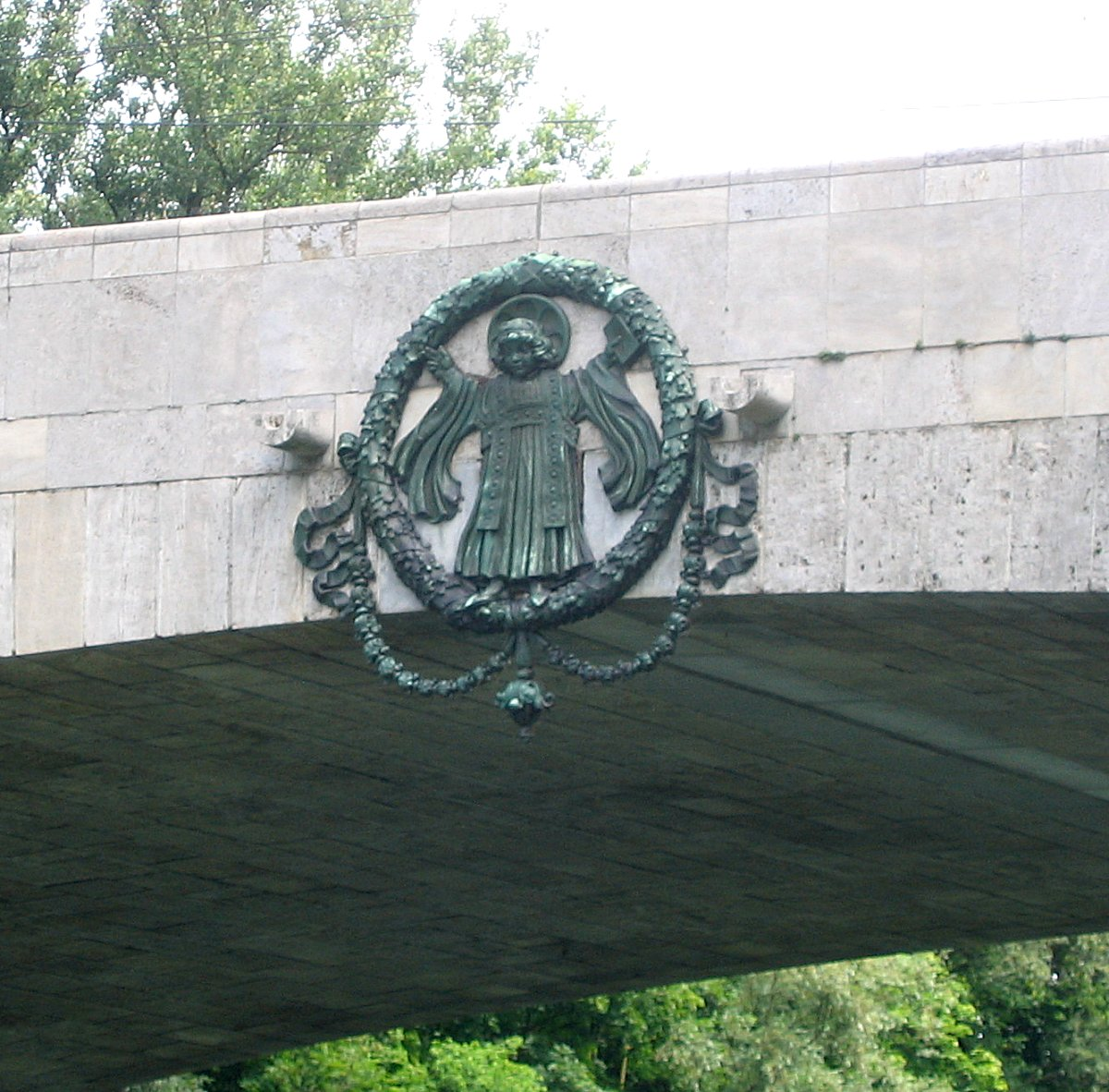
Lo stemma di Monaco sul ponte
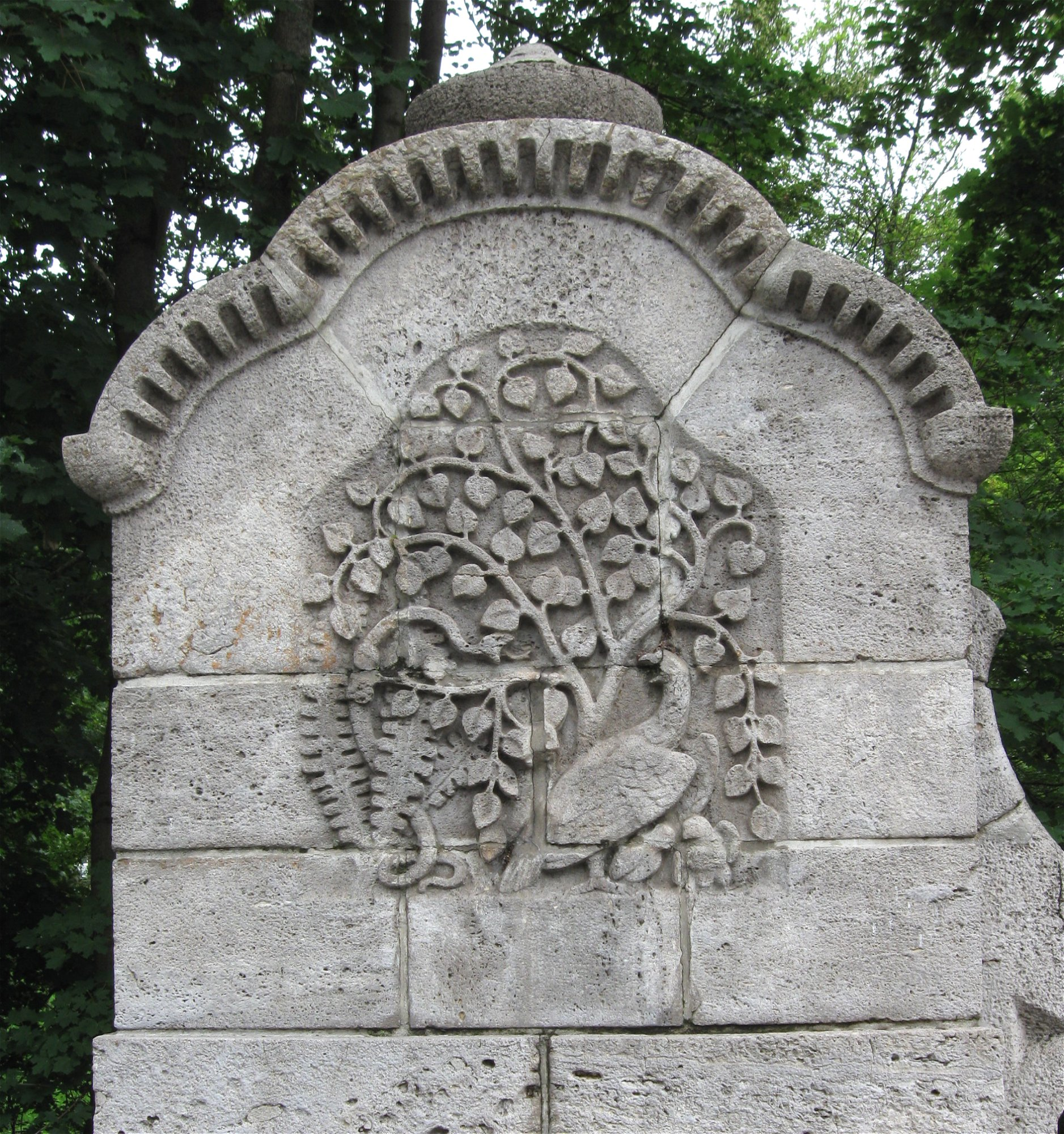
Rilievo